# Silvino Francisco
Pour les articles homonymes, voir Francisco.
Silvino Francisco, né le 3 mai 1946 et mort le 14 décembre 2024, est un joueur de snooker professionnel sud-africain. 
Sa carrière est principalement marquée par une victoire dans un tournoi comptant pour le classement, à l'Open de Grande-Bretagne 1984. 

## Carrière

### Origines et débuts dans le snooker (1946-1969)
Né au Cap, en Afrique du Sud, Silvino Francisco n'est pas le seul membre de sa famille ayant fait carrière dans le billard ; son frère (Manuel) et son neveu (Peter) sont tous deux joueurs de billard professionnels. Peter a d'ailleurs fait partie du top 16 mondial en billard, tandis que Manuel a été à maintes reprises vice-champion du monde dans cette discipline.
Silvino Francisco choisit quant à lui de s'orienter vers le snooker. Au cours de sa carrière amateur, il remporte à quatre reprises le titre de champion national, dont deux fois consécutives (1968 et 1969). Il arrive sur le circuit professionnel assez tardivement, à plus de 30 ans.   

### Premières années sur le circuit (1981-1983)
Dès sa première saison sur le circuit professionnel (1981-1982), Francisco réussit l'exploit se qualifier pour le championnat du monde et d'aller jusqu'en quarts de finale. Il domine successivement Denis Taylor et Dean Reynolds, avant de s'incliner devant Ray Reardon, sextuple vainqueur de ce tournoi. L'année suivante, Francisco est finaliste d'un tournoi sur invitation, finale qu'il perd contre Tony Meo. 

### Unique victoire en tournoi (1984-1988)
Après avoir disputé sa première demi-finale d'un tournoi de classement en 1984, Francisco remporte l'année d'après l'Open de Grande-Bretagne, son seul succès dans l'un de ces tournois. En route vers la finale, il se défait notamment de Jimmy White et Alex Higgins, pour affronter un Kirk Stevens à l'apogée de sa carrière. Malgré l'écart de classement qui existe entre les deux hommes, Francisco déjoue les pronostics et remporte la rencontre (score final : 12 à 9). 
Se montrant régulier lors des saisons suivantes, Francisco atteint le 10e rang du classement mondial en 1987-1988, son meilleur classement en carrière. Parallèlement, il remporte un tournoi non classé ; le championnat d'Afrique du Sud professionnel. 

### Confirmation difficile (1989-1992)
Néanmoins, le Sud-africain ne parvient pas à confirmer ses bons résultats des saisons précédentes. Trop irréguliers dans les principaux tournois, Francisco chute en dehors du top 16 mondial après la saison 1988-1989 ; il ne se sera maintenu à cette position que pendant quatre saisons. La saison suivante, Francisco semble se ressaisir puisqu'il est demi-finaliste au Classique et quart de finaliste à l'Open d'Asie. Néanmoins, ces deux performances ne suffisent pas à lui faire retrouver sa place parmi l'élite du snooker mondial. D'ailleurs, lors des trois prochaines saisons, il gravite autour de la 30e place mondiale, et n'atteint jamais plus un seul quart de finale en tournoi. 

### Fin de carrière et retraite (1993-1997)
À partir de 1993, le Sud-africain a de plus en plus de mal à franchir les qualifications des tournois classés. Par ailleurs, il participe à son dernier grand tableau d'un tournoi lors du Grand Prix de 1995 mais est éliminé dès le premier tour. Après une saison 1996-1997 blanche, qui le voit terminer à la 125e place mondiale, Francisco décide d'arrêter sa carrière professionnelle. 

## Controverses
Avant la finale de l'Open de Grande-Bretagne 1984, qui l'oppose au Canadien Kirk Stevens, Francisco tient des propos diffamatoires à l'égard de son adversaire, affirmant que Stevens joue ses matchs sous l'empire de drogues. La fédération de snooker condamne ces propos, ce qui lui coûte une amende. S'il n'a jamais disputé le moindre match de snooker sous l'empire de drogues, Stevens a tout de même reconnu par la suite avoir souffert d'une addiction à la cocaïne.
En 1989, il est accusé d'avoir truqué le score d'un match au Masters de snooker (face à Terry Griffiths), à des fins de paris sportifs. Arrêté, il est finalement relâché et les charges qui pesaient sur lui sont abandonnées. 
Vers la fin de sa carrière, Francisco a une dépendance pour les jeux d'argent. En 1996, il se dit même endetté, d'autant que son épouse, de laquelle il s'est séparé, lui réclame de payer la pension alimentaire de leurs quatre enfants. Pour régler ses problèmes d'argent, Francisco doit d'ailleurs travailler dans le commerce d'un ami.
En 1997, Silvino Francisco est condamné à trois ans de prison pour avoir vendu du cannabis.   

## Palmarès
| Légende | Catégorie                      | Titres                         | Finales                        |
|         | Tournois classés               | 1                              | 0                              |
|         | Tournois non classés           | 1                              | 2                              |
|         | Tournois par équipes           | 0                              | 1                              |
|         | Tournois amateurs              | 4                              | 0                              |
| Gras    | Tournois de la triple couronne | Tournois de la triple couronne | Tournois de la triple couronne |

### Victoires
| Saison    | Nom du tournoi                           | Lieu          | Finaliste      | Score | Tableau |
| 1968      | Championnat d'Afrique du Sud amateur     |               |                |       |         |
| 1969      | Championnat d'Afrique du Sud amateur (2) |               |                |       |         |
| 1974      | Championnat d'Afrique du Sud amateur (3) |               | Mike Hines     | 7-0   |         |
| 1977      | Championnat d'Afrique du Sud amateur (4) |               | Ayoob Majiet   |       |         |
| 1984-1985 | Open de Grande-Bretagne                  | Derby         | Kirk Stevens   | 12-9  |         |
| 1986-1987 | Championnat d'Afrique du Sud             | Johannesbourg | François Ellis | 9-1   |         |

### Finales
| Saison    | Nom du tournoi               | Lieu           | Vainqueur   | Score | Tableau |
| 1978-1979 | Championnat d'Afrique du Sud |                | Perrie Mans | 5-9   |         |
| 1982-1983 | Tournoi Pontins Brean Sands  | Burnham-on-Sea | Tony Meo    | 7-9   | [ 8 ]   |
| 1988-1989 | Coupe du monde               | Bournemouth    | Angleterre  | 8-9   |         |